# Carey Hart
Pour les articles homonymes, voir Hart.
Carey Hart  est un pilote professionnel de motocross, un homme d'affaires, ainsi qu'un manageur d'équipe de motocross. Il est né à Seal Beach, Californie le 17 juillet 1975 et a grandi à Las Vegas dans le Nevada.

## Biographie

### Son enfance
Né en Californie, Carey Hart passa son enfance à Las Vegas et commença les courses de motocross à l'âge de 6 ans alors que son père lui offrit sa première motocross à l'âge de 4 ans, et devint très vite pro à l'âge de 18 ans. Plus tard, il se mit au Freestyle Motorcross en 1996.

### Carrière

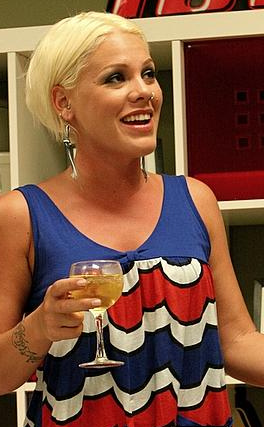
P!nk, la femme de Carey.

Durant les Gravity Games de l'an 2000, Carey Hart a tenté de faire un flip arrière dans une compétition de moto.  Il a figuré dans des campagnes pour Ford et Mountain Dew, ainsi que sur des publicités imprimés comme le Paper Magazine, Teen People, EXPN The Magazine, Rolling Stone.  Il a fait les manchettes de beaucoup de premières pages de magazines de motocross.  Il est aussi apparu au The Late Show avec David Letterman, et enfin apparu sur le The Today Show. Il fit aussi une petite apparition dans le film Charlie's Angels 2 : Les anges se déchaînent !. Il est aussi apparu dans la cinquième saison de l'émission de téléréalité  sur VH1 The Surreal Life, en enfin sur Punk'd : Stars piégées sur MTV, où il a piégé P!nk.
On a pu voir aussi Hart sur le clip Bawitdaba de Kid Rock, où il saute au-dessus d'une caravane, mais aussi dans les clips de sa femme P!nk So What, Just Like A Pill, Raise Your Glass, Just Give Me A Reason et True Love.
Carey est apparu avec l'un de ses groupes favoris Pennywise au Vans Warped Tour 2000 en Australie, jouant de la basse avec les membres du groupe.
Carey Hart ouvrit avec Cory McCormack, Jason Giambi, Benji Madden, Joel Madden et Mark Zeff Wasted Space, un bar inspiré du monde du tatouage se trouvant à Las Vegas.
En 2004, il s'associe avec John Huntington pour ouvrir son propre salon de tatouage, Hart & Huntington Tattoo Company qui ouvrit au fameux Palms Casino de Las Vegas, quatre salons ouvrirent à Honolulu, Orlando, Cabo San Lucas et récemment dans le Niagara. La chaine A&E network suivit l'évolution du magasin et la vie de Hart dans leur émission Inked.
Hart créa sa propre  ligne de vêtement basé sur les dessins et motifs de Huntington

### Son mariage avecP!nk
Carey Hart a rencontré la chanteuse P!nk à Las Vegas en 2001 aux X Games. En 2005, elle le demande en mariage en brandissant une affiche lors d'une course à Mammoth Lakes, en Californie, sur laquelle était inscrit en anglais « Veux-tu m'épouser ? » et, de l'autre côté, « Je suis sérieuse ! ». Il l'épouse le 7 janvier 2006, sur une plage au Costa Rica.
En février 2008, le couple s'est séparé officiellement.
Pourtant, en mars 2009, P!nk révéla lors d'une interview qu'elle et Carey étaient de nouveau ensemble. Ils ont même renouvelé leurs vœux de mariage en mai 2009.
Le 2 juin 2011, le couple accueille son premier enfant, une fille : Willow Sage Hart.
Le 26 décembre 2016, P!nk donne naissance à leur deuxième enfant, un garçon prénommé Jameson Moon.